# Esa Keskinen
Esa Keskinen (n. 3 februarie 1965, Ylöjärvi, Häme Province⁠(d), Finlanda) este un jucător de hochei pe gheață ce a reprezentat Finlanda, medaliat olimpic. A participat la 2 ediții ale Jocurilor Olimpice (1988, 1994) în care a câștigat o medalie de argint și o medalie de bronz.